# 黃淳樑
黃淳樑（1935年5月8日—1997年1月28日），香港詠春拳名家。

## 生平

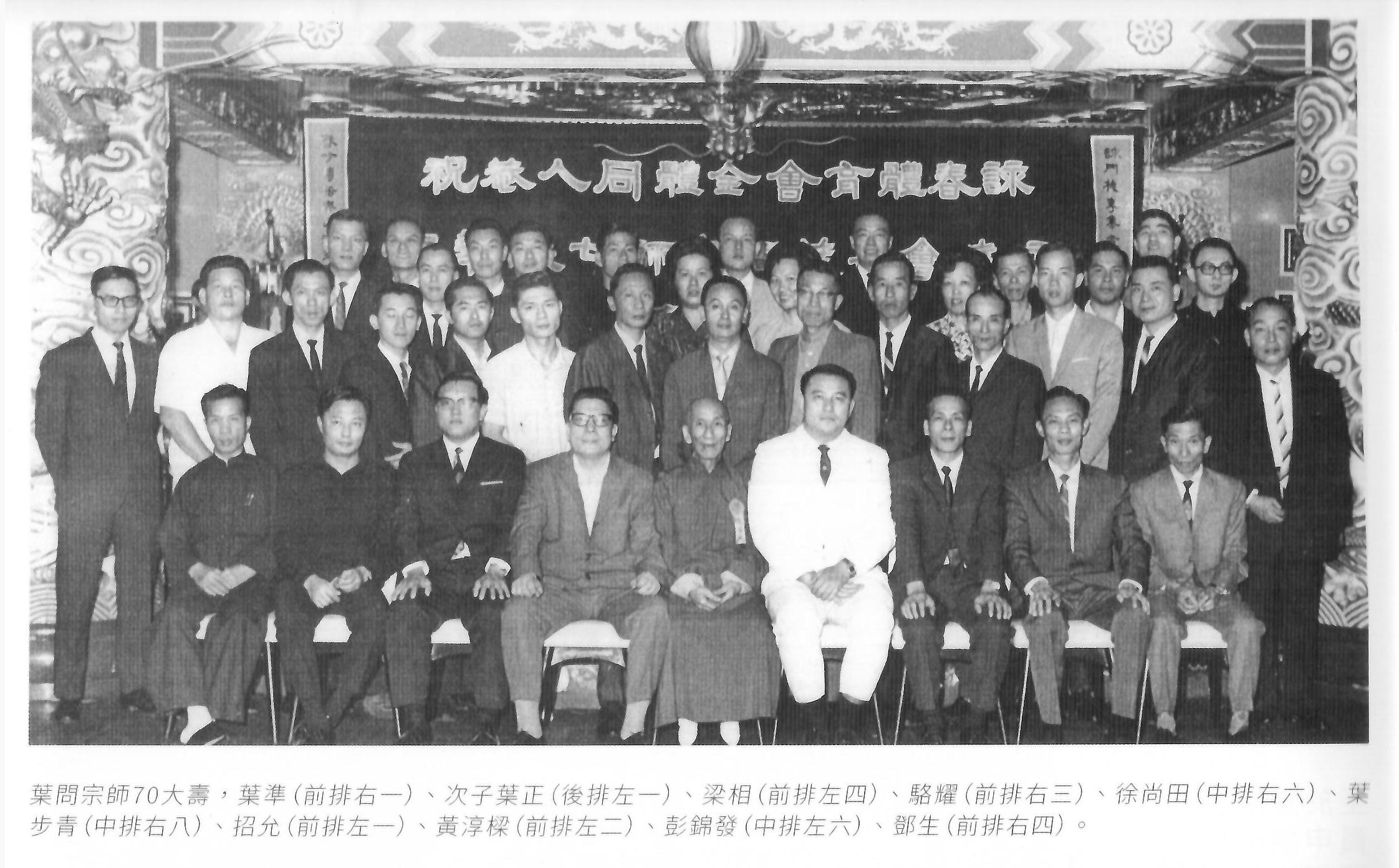
葉問宗師七十大壽合照，前排左二為黃淳樑。

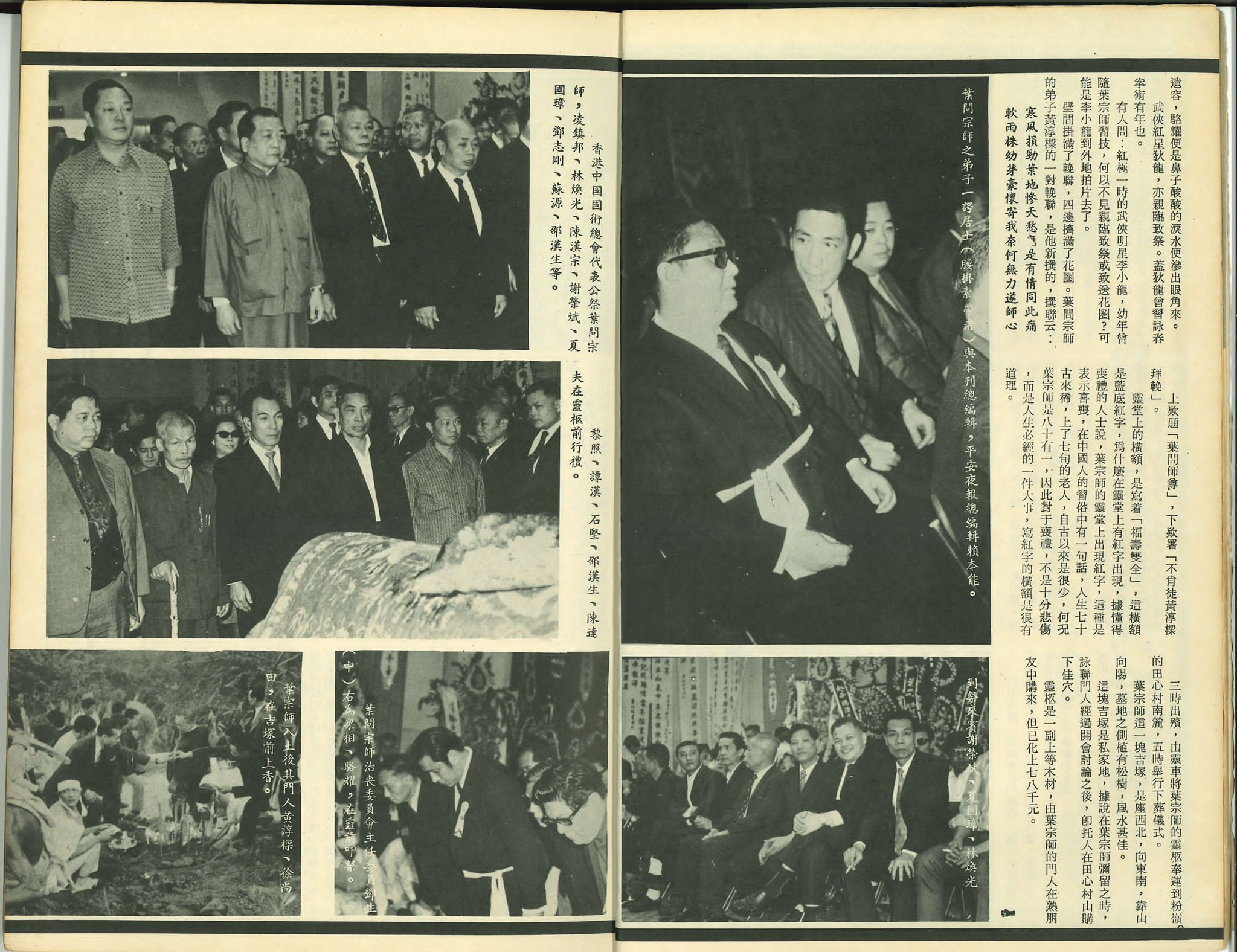
黃淳樑於葉問宗師喪禮上的相關記載。

出生於香港。詠春造詣師承葉問，有「講手王」之稱，有接近一百次天台比武不敗的戰績。黃淳樑亦為截拳道創立人暨演員李小龍的授業師兄（相當於教練），在葉問門下負責教授李小龍，引導他追求武術實用化之路。
具代表性之弟子有林文學、袁炎強、李恒昌、陳儉文、伍允龍和溫鑑良、歐陽劍文、楊永勣、David Peterson、John Smith 等人。

## 影視媒體形象

### 電影
- 在《葉問2》中，由黃曉明飾演。
- 在《李小龍》中，由吳樾飾演。

### 電視劇
- 在《李小龍傳奇》中，由陳志忠飾演。

## 逸聞
- 五十年代後期，香港衛生環境惡劣，當時港英衛生局為防止市民胡亂棄置老鼠屍體而引起鼠疫，便在馬路邊的電燈柱，離地面約一米高的位置掛一個小箱，供市民放置死老鼠，李小龍母校聖方濟學校附近亦有不少老鼠箱。以前李小龍每天放學後，會由詩歌街步行到黃淳樑師兄位於旺角的家中練拳，就會在途中邊行邊練拳，見一個老鼠箱就打一拳，久而久之那段路上幾十個老鼠箱全都被李小龍打爛了。衛生局便把爛了的老鼠箱換掉，但不到兩天新的老鼠箱又被李小龍打破。黃淳樑得知此事後跟小龍說：「別再打爛老鼠箱！如果再發現有老鼠箱被你打爛，我就通知旺角道街坊，把找到的老鼠屍體送到你家，等你自行處理。」之後，衛生局更在新的老鼠箱貼上「破壞政府公物者，罰款二十元」的標貼。小龍見到告示後，再也不敢打老鼠箱了，轉而打鐵做的電燈柱。